# Игнасио Аграмонте
Игнасио Аграмонте Лойнас (на испански: Ignacio Agramonte Loynáz) е кубински революционер, който играе важна роля в Десетгодишната война.

## Биография
Роден е в провинция Пуерто Принсипи на 23 декември 1841 г. в богато семейство. Заминава за Барселона, Мадрид и Хавана, за да учи право. На 11 юни 1865 г. се дипломира като юрист.
Той се завръща в Пуерто Принсипе и се жени за Амалия Симони Аргилагос през август 1868 г.
Когато войната за независимост срещу Испания избухва на 10 октомври 1868 г., той изиграва централна роля във въстанието на Камагуей, което е на 4 ноември 1868 г. Самият Аграмонте се присъединява към войната седмица по-късно на 11 ноември 1868 г.
Съпругата му го последва в битката, но е заловена на 26 май 1870 г. докато е бременна с второто си дете, което е родено в САЩ и никога не среща баща си.
На събрание с други лидери, които се опитват да се помирят с Испания, Аграмонте изказва мнението си: „Спрете незабавно цялото лобиране, неудобните забавяния и унизителните искания: единственият вариант на Куба е да спечели свободата си, като се откъсне от Испания чрез въоръжена сила“.
През февруари 1869 г. той и Антонио Самбрана са избрани за секретари, титла, еквивалентна на министър в правителството на провинцията. Впоследствие е избран за член и един от двамата секретари на Кубинския оръжеен конгрес. Той е сред подписалите акта, който освобождава робите на острова и е движещата сила в изготвянето на първата конституция в историята на Куба.
Подава оставка от поста си на секретар и министър в Конгреса, след като Карлос Мануел де Сеспедес става президент през същата година, защото Аграмонте има силни политически разногласия с него и знае, че не могат да работят заедно. Секретарите на Конгреса трябва да работят в тясно сътрудничество с президента.
Става генерал-майор на кубинските сили за военния окръг на провинция Камагуей, където организира най-добрите кавалерийски войски в Кубинската освободителна армия. Показвайки страхотна визия, въпреки липсата на официално военно обучение, неговите войски ужасяват испанската армия. Испанците му дават прякора „Младият Боливар“.
Аграмонте завършва своя впечатляващ списък от военни постижения, когато на 8 октомври 1871 г. ръководи дръзко спасяване. Неговият командир, Хулио Сангили е пленен от повече от 120 леки кавалеристи, докато посещава ферма. Аграмонте нарежда на 35 от изтощените си войници да се качат и да проследят испанците. Той лично ръководи яростна атака, като успешно спасява Сангили и разбива вражеските войски, убивайки 11 и вземайки петима пленници.
Игнасио Аграмонте е убит в битката при Химагуей на 11 май 1873 г., където е улучен в главата от случаен куршум. Испанските войници взимат портфейла и документите му. Когато разбират кого са убили, те се връщат и отнасят тялото със себе си в столицата на провинцията. Тялото му е кремирано от испанските власти в Камагуей от страх, че войските му ще нападнат града, за да вземат останките му.